# Azorina vidalli
Azorina es un género monotípico de plantas con flores perteneciente a la familia Campanulaceae. La única especie, Azorina vidalii, es nativa de las Azores, era anteriormente conocida como Campanula vidalii.

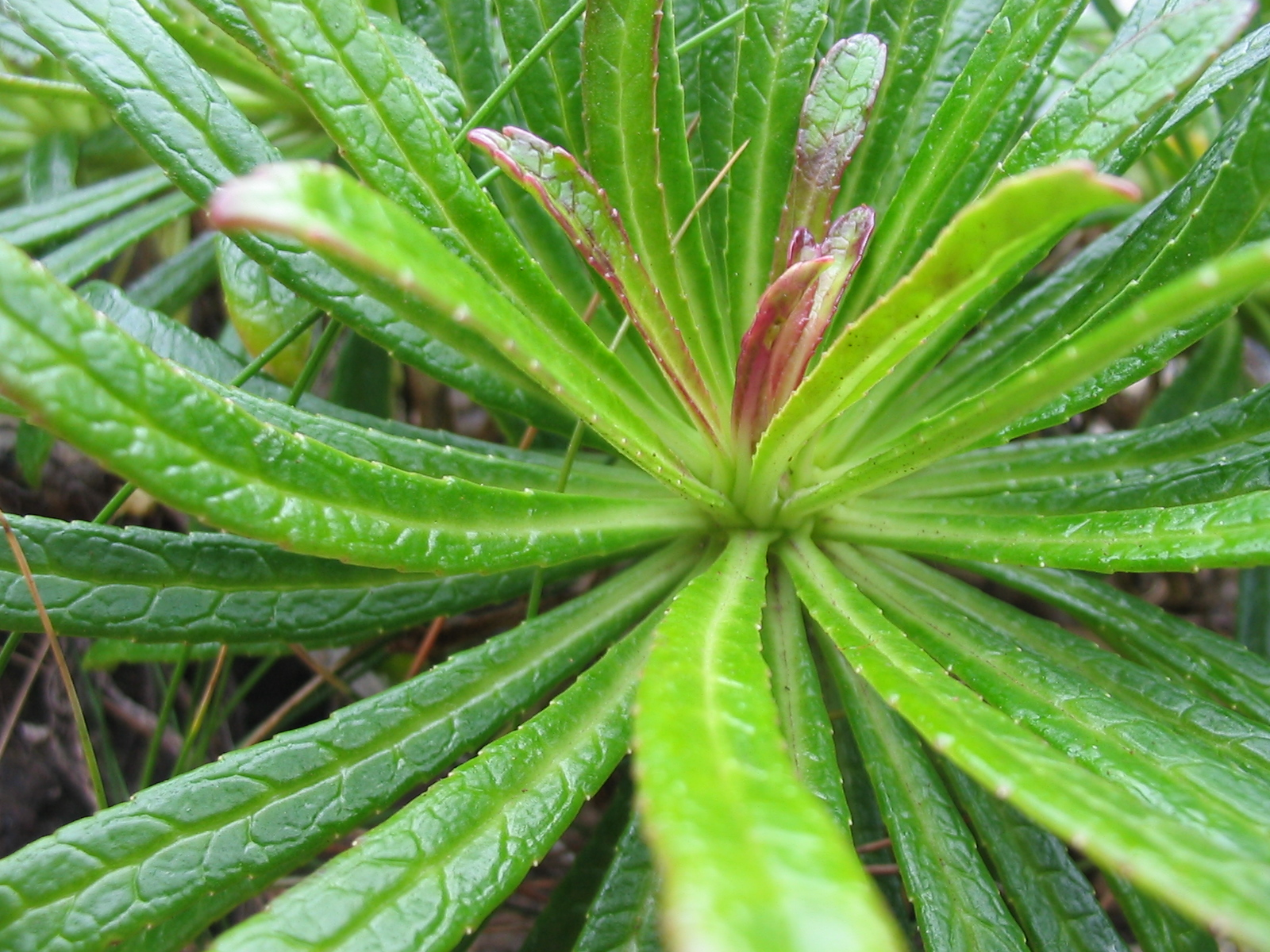
Detalle de las hojas

## Azorina vidalii
La vidalia (Azorina vidalii) es un pequeño arbusto que alcanza entre 80 y 150 cm de altura, con rosetas terminales de hojas glabras, obovado-espatuladas, verde oscuras o verdes parduzcas, viscosas por la presencia de um exudado translúcido que da a las hojas nuevas un brillo acentuado. Los tallos son ligeramente rosados. Las flores tienen forma de campana, de color rosado o lila a blancuzco.
Es una especie endémica de las Azores, donde se encuentra más frecuentemente en los acantilados costeros y en las zonas con rocas basálticas fuertemente expuestas al mar. La existencia de algunas comunidades a mayor altitud, lleva a suponer una distribución más amplia de esta especie. Actualmente está amenazada por el avance de flora invasora y por destrucción de habitat. Está protegida por el Convenio relativo a la Conservación de la Vida Silvestre y del Medio Natural de Europa y por la Directiva de Hábitats de la Unión Europea.

## Taxonomía
Azorina vidalii fue descrita por (H.C.Watson) Feer y publicado en Botanische Jahrbücher für Systematik, Pflanzengeschichte und Pflanzengeographie 12: 611. 1890.
Sinonimia
- Campanula vidalii H.C.Watson, Icon. Pl. 7: t. 684 (1844). basónimo
- Azorina vidalii f. alba Sealy, Bot. Mag. 176: t. 527 (1968).[2][4]